# 愛德華·皮戈特
愛德華·皮戈特（Edward Pigott，1753 - 1825）是英國天文學家。

## 傳記
天文學家納撤尼爾·皮戈特（Nathaniel Pigott）之子，與來自比利時魯汶的母親在法國接受教育。在1781年，全家搬到了紐約。儘管在年齡上有著明顯的差異，他和約翰·古德利克（他的遠房堂兄弟）卻是好朋友和合作的夥伴，直到他在1786年，21歲時英年早逝。
在1785年，皮戈特通知皇家學會他發現了一顆新的變星。這就是天鷹座η，而他在一年前就已經確認了。他在同一天致函給英國主要的天文學家威廉·赫歇爾和內維爾·馬斯基林。
在1796年，皮戈特搬家到巴斯（薩默塞特郡）。皮戈特的筆記本保存在York City Archives。.

## 榮譽
小行星(10220) 皮戈特以他和他的父親命名。這顆小行星是R.A.Tucker在亞利桑那州土桑，以他和他的朋友古德利克之名為名的古德利克-皮戈特天文台|發現的。

## 外部連結
- L.M. French, John Goodricke, Edward Pigott, and Their Study of Variable Stars （页面存档备份，存于）